# 林士石

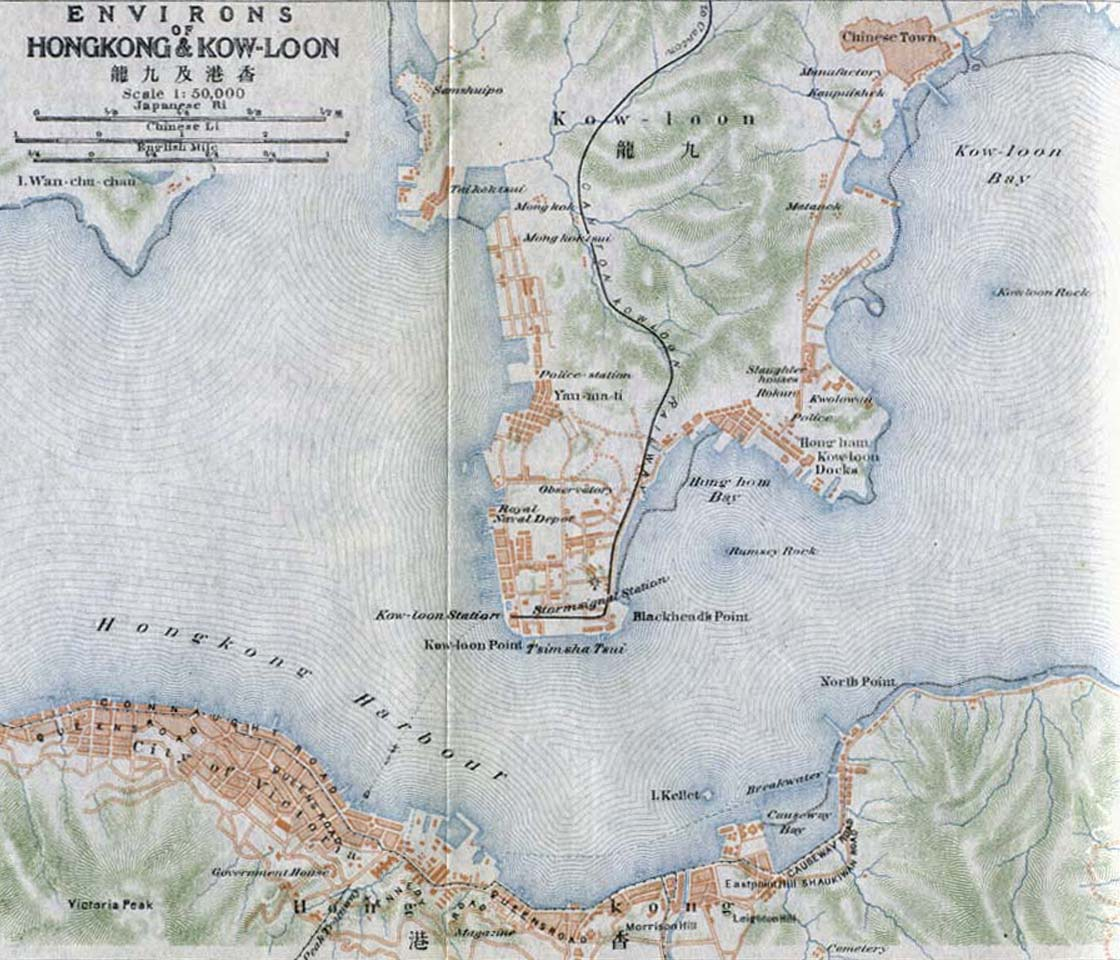
1915年的香港地圖，標示了林士石的位置

林士石是香港昔日的一塊礁石，位於九龍尖沙咀東部及紅磡之間的紅磡灣之內，地區行政上屬於九龍城區。林士石與上環林士街皆以十九世紀末香港船政司羅伯特·默里·林士（Robert Murray Rumsey）命名。島嶼在1970年代紅磡灣進行填海工程時，被填海夷平。現時該處為海濱南岸的一部份。
舊海圖所示的欖士石（Rumsey Rocks）、加士石（Cust Rock）以及為防止船隻撞及堆礁石的浮燈，都因為填海而被湮沒。